# Lovebites
Lovebites este o trupă japoneză de heavy metal, formată în 2016 de Miho și Haruna, foste membre Destrose. Componența actuală este: Haruna la baterie, Midori și Miyako la chitară, Asami la voce și Fami la bas. Grupul are la activ 3 albume și 3 EP-uri și în 2018 a câștigat premiul Metal Hammer Golden Gods pentru cea mai bună trupă nouă.

## Istoric

### Formare și primul album (2016–2017)
Lovebites a luat naștere la Tokyo în 2016, din inițiativa basistei Miho și bateristei Haruna. Cele două cântaseră anterior împreună în trupa Destrose, care s-a desființat în 2015.  După ce le-au recrutat pe chitarista Midori și pe chitarista și pianista de sprijin Miyako (cunoscută pe atunci sub numele de Mi-Ya), cele patru au ales-o pe vocalista Asami pe baza unui demo.  Midori mai cântase în trupa Gekijo Metalicche, iar Miyako în trupele A Drop of Joker și 21g.  În timpul unei repetiții, cântând melodia „Love Bites (So Do I)” de Halestorm, au simțit că se potrivește bine cu vocea lui Asami și au ales Lovebites ca nume pentru noua trupă.  Au avut primul lor concert pe 18 noiembrie 2016, la Tsutaya O-West, ca parte a evenimentului Girls Band Next Generation.   Pentru spectacol, au fost susținute de o a treia chitaristă, Sena. 
Lovebites și-a lansat EP-ul de debut, The Lovebites EP, în mai 2017 prin Victor Entertainment. Miho a explicat că a fost mai degrabă un demo pentru a semna trupa, dar casei de discuri i-a plăcut atât de mult încât l-au lansat ca atare.  EP-ul a fost mixat de Mikko Karmila și masterizat de Mika Jussila, la Finnvox Studios din Helsinki, Finlanda. 
Miyako a devenit membră a trupei cu drepturi depline în august 2017.  Primul lor album Awakening from Abyss a fost lansat în Japonia și America de Nord pe 25 octombrie  și în Marea Britanie două zile mai târziu.  Și acesta a fost mixat și masterizat de Karmila și Jussila și include reînregistrări ale celor patru piese de pe EP-ul lor de debut.   Albumul a fost susținut de turneul Awakening from Abyss Tour 2017, între 17 noiembrie și 7 decembrie.  Între timp, grupul a susținut primele concerte în afara Japoniei: două nopți la Hyper Japan Christmas și un spectacol la Camden Underworld, ambele la Londra la sfârșitul lunii noiembrie 2017. 

### Recunoașterea internațională și plecarea lui Miho (2018–2021)

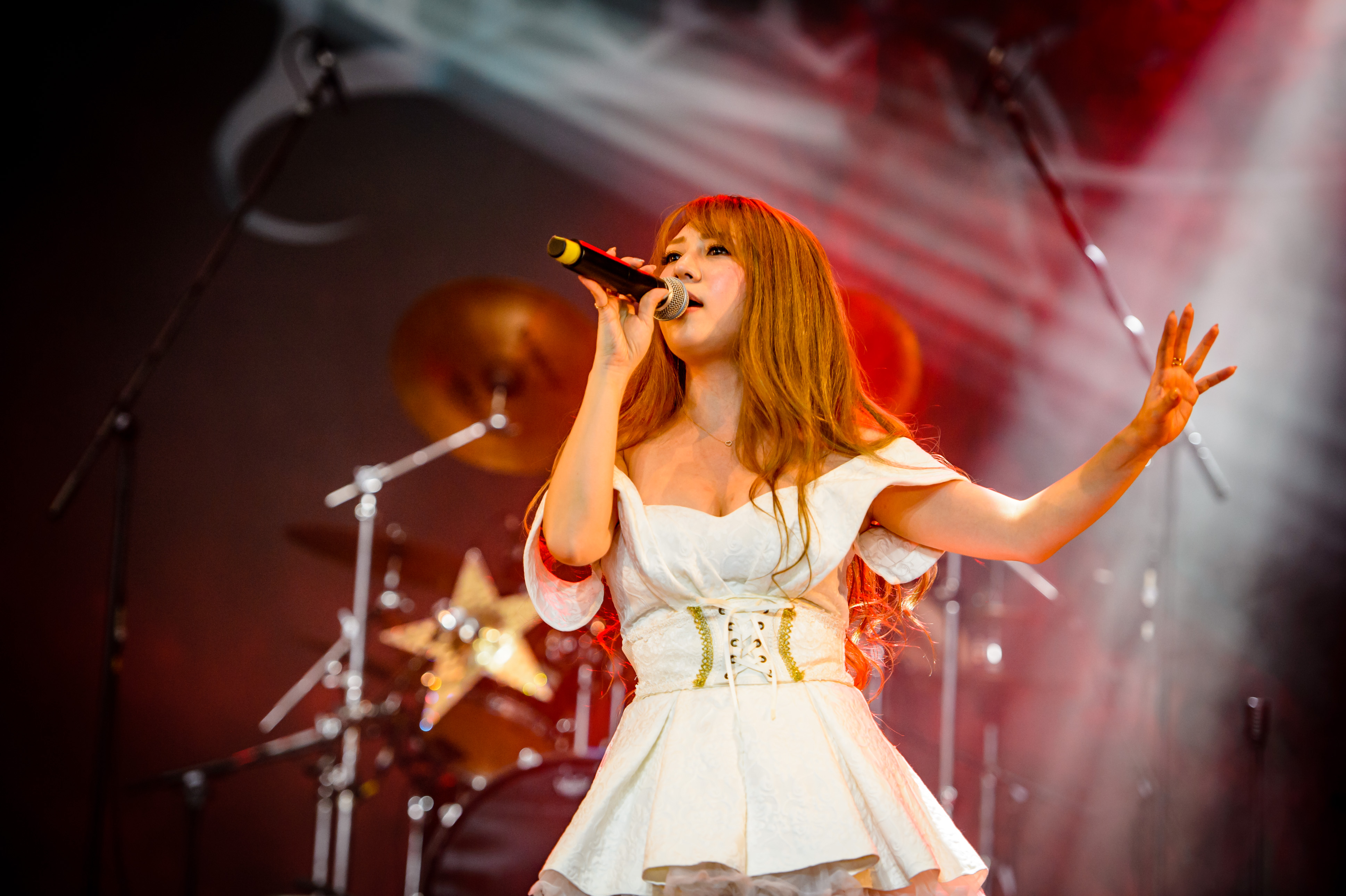
Vocalista Asami cântă în Germania la Wacken Open Air 2018.

Pe 23 februarie 2018, Lovebites a susținut un concert intitulat Re-Awakening from Abyss la Duo Music Exchange.  Au cântat apoi în etapa japoneză a Warped Tour pe 1 aprilie și au lansat al doilea EP Battle Against Damnation pe 6 iunie.    Câteva zile mai târziu, au câștigat premiul Metal Hammer Golden Gods 2018 pentru cea mai bună trupă nouă.  Pe 4 august, au cântat la Wacken Open Air,    iar pe 10 august, la Bloodstock Open Air.  În noiembrie, Lovebites a organizat primul lor turneu european, cu concerte în Olanda, Germania, Franța și Marea Britanie.  Trupa a lansat cel de-al doilea album Clockwork Immortality pe 5 decembrie. Edițiile limitate ale albumului includ un DVD sau Blu-ray al videoclipului concert Battle in the East, care a fost înregistrat pe 28 iunie 2018, la Tsutaya O-East . 
Lovebites au cântat în deschidere pentru Arch Enemy la două spectacole din Shanghai și Beijing, China, pe 23 și 24 martie 2019.  În iunie, au cântat la Download Festival din Donington, Marea Britanie și Madrid, Spania și la Graspop Metal Meeting din Dessel, Belgia.  Performanța lor de la Donington a fost citată de organizatori și de Metal Hammer drept unul dintre cele mai importante spectacole ale festivalului,   inclusiv momentul când Asami a fost invitată de Halestorm pe scenă pentru a cânta împreună melodia care a dat numele formației Lovebites. 
Pe 10 iulie, Lovebites a lansat primul lor videoclip de concert și albumul live Daughters of the Dawn – Live in Tokyo, înregistrat pe 27 ianuarie 2019, la Mynavi Blitz Akasaka.  Turneul Daughters of the Dawn a avut loc între 12 iulie și 9 august.  Au cântat în deschidere pentru DragonForce, la turneul din Marea Britanie  din prima jumătate a lunii noiembrie, și pentru Halestorm în Tokyo, pe 2 decembrie.  Cel de-al treilea album de studio al trupei, Electric Pentagram, a fost lansat pe 29 ianuarie 2020.  Era programat să fie susținut de un turneu japonez de șapte date, între 14 februarie și 12 aprilie,  dar ultimele trei concerte au fost amânate până în iunie din cauza pandemiei de COVID-19 din Japonia.  Pe 22 iulie, Lovebites a lansat cel de-al doilea videoclip de concert și albumul live Five of a Kind – Live in Tokyo 2020, înregistrat pe 21 februarie 2020, la Zepp DiverCity.  Pe 25 octombrie, pentru a sărbători cea de-a treia aniversare a primului album, Awakening from Abyss, trupa a transmis în direct o interpretare integrală a acestui album, live în studio, intitulată Awake Again. 

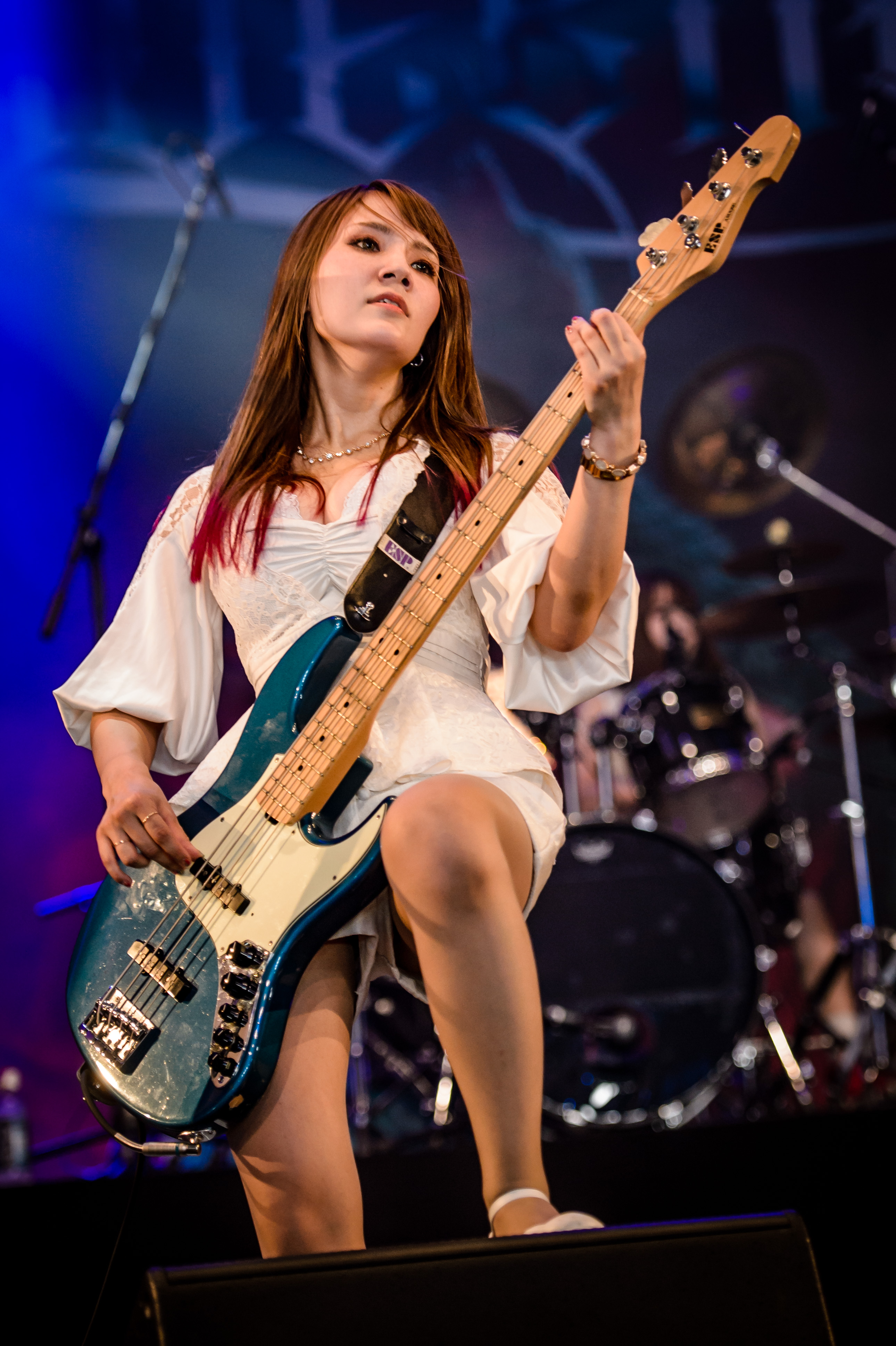
Basista și co-fondatoarea Miho a părăsit trupa în august 2021.

Lovebites a scris melodia „Winds of Transylvania” pentru a fi folosită ca temă de generic a serialului anime Vlad Love și au fost numite ambasadoare oficiale al serialului. 
Pe 10 martie 2021, Lovebites au lansat al treilea EP Glory, Glory, to the World, pe care l-au înregistrat în timpul pandemiei de COVID-19.  Concertul din 26 martie de la Tokyo Dome City Hall a fost filmat și înregistrat pentru lansare ca videoclip și album live, sub numele Heavy Metal Never Dies – Live in Tokyo 2021. 
Pe 17 august 2021, basista Miho și-a anunțat plecarea din trupă. Celelalte membre au avut „nenumărate discuții pentru a găsi o modalitate ca ea să rămână”, dar în cele din urmă au decis să-i respecte decizia. Drept urmare, Lovebites a suspendat temporar toate activitățile, dar i-a asigurat pe fani că se vor întoarce.  Între 10 și 26 septembrie, trupa a efectuat sondaje pe rețelele sociale, pentru a ajuta la alegerea melodiilor pentru primul lor album „best of”.  Compilația de două discuri In the Beginning – The Best of 2017–2021 a fost lansat pe 22 decembrie 2021 și conține versiuni remasterizate a 21 de melodii, un disc suplimentar care conține toate videoclipurile lor muzicale și noua piesă „Nameless Warrior”, care a fost ultima melodie înregistrată înainte ca Miho să părăsească trupa. 

### Fami se alătură și albumul Judgement Day (2022-prezent)
Între 2 aprilie și 24 mai 2022, Lovebites au organizat audiții în mai multe etape pentru postul de basist(ă). Pe 21 octombrie, Lovebites a dezvăluit noua componentă a trupei: Fami, în vârstă de 20 de ani, muzician activ din timpul liceului, cu un album solo la activ și aproape 650.000 de abonați pe propriul canal YouTube.   Lovebites va lansa al patrulea album de studio, Judgement Day, pe 22 februarie 2023.  Edițiile limitate ale albumului vor include filmări ale procesului de audiție la basist, inclusiv cele trei melodii pe care Fami le-a cântat cu trupa în timpul selecției finale.  Primele lor concerte cu noua gamă vor avea loc la Ex Theatre Roppongi pe 11 și 12 martie. 

## Muzică și influențe
Deși provine din Tokyo, muzica Lovebites este influențată de noul val de heavy metal britanic care a făcut ca muzica lor să fie comparată cu Iron Maiden și Rage.   De asemenea, numeroși reactori Youtube au remarcat influențe din Judas Priest, Testament, Slayer, Metallica, Megadeth, Dragonforce, Helloween, Pantera, Anthrax, Gary Moore și altele. Miho a spus că a vrut întotdeauna să cânte o combinație de power metal și „un pic de metal de școală veche”.  Ea a mai remarcat că decizia lor de a purta îmbrăcăminte albă a fost luată pentru a le face să iasă în evidență, contrastând cu negrul stereotip al genului.  Versurile lor sunt scrise în engleză, chiar dacă muzicienii nu vorbesc limba fluent.  O excepție este cântecul scris de Haruna „Bravehearted” de pe EP-ul lor de debut, care a fost scris în japoneză fiind inițial destinat trupei Destrose. 
Grupul colaborează frecvent cu Mao, fostul clăpar al trupei Light Bringer, pentru compunerea și aranjamentul melodiilor.   Toate versiunile lor au fost mixate și masterizate de inginerii audio finlandezi Mikko Karmila și Mika Jussila , iar toate ilustrațiile, începând cu albumul Awakening from Abyss, au fost create de artiștii spanioli David López Gómez și Carlos Vincente León.  Toate aceste coperți de album prezintă un lup pentru a simboliza faptul că, prin abordarea genul mai puțin popular heavy metal, Lovebites sunt un „lup singuratic” pe scena muzicală.  Lupul este o mascota pentru a reprezenta trupa, precum Eddie pentru Iron Maiden sau Vic Rattlehead pentru Megadeth. 
Miho a îndrăgit mult stilurile hard rock și heavy metal încă din liceu, când a și început să cânte la bas.  Trupele ei preferate sunt Iron Maiden, Pantera, Mötley Crüe și Anthrax .   Ea și-a apreciat stilul drept mai mult spectaculos decât tehnic și l-a citat pe Steve Harris drept o influență puternică alături de Nikki Sixx. 
Haruna a cântat la tobe de la vârsta de treisprezece ani și a început să compună cântece pe o claviatură la paisprezece ani.   Până la liceu, trupa ei preferată a fost B'z, dar a devenit interesată de heavy metal după ce a auzit Master of the Rings de la Helloween.   Drept urmare, ea a declarat că stilul ei de bază de tobe este cel al lui Uli Kusch. 
Midori a început lecțiile de pian la vârsta de aproximativ doi ani și orgă electrică la opt, dar a renunțat la ambele când a intrat la universitate și a început să învețe chitara, la 20 de ani.   Este absolventă a Musicians Institute Japan din Osaka și i-a enumerat pe Kiko Loureiro, Nuno Bettencourt și Yngwie Malmsteen drept cele mai mari influențe ale ei la chitară.    În general, Midori a spus că ea cântă solo-urile de chitară „sclipitoare și agresive” din trupă, în timp ce Miyako le cântă pe cele „mai lente, mai melodice”. 
Miyako cântă la pian de la trei ani și la chitară din liceu.  Ascultând trupe rock clasice precum Deep Purple și Rainbow împreună cu mama ei, Miyako a ajuns foarte influențată de Ritchie Blackmore.  Dar a fost influențată și de chitariști mai moderni, precum Timothy Henson și Scott LePage de la Polyphia .  Ettore Rigotti de la Disarmonia Mundi a fost cel care a inspirat-o pe Miyako să înceapă să compună și să aranjeze melodii. 
Asami s-a format muzical cu R&B și muzică soul și îi plac artiști precum Alicia Keys și Aretha Franklin.  De la vârsta de doi ani, ea a practicat balet clasic timp de aproximativ 16 ani, înainte de a se muta în America, după liceu, pentru a studia jazz și dans hip-hop.  

## Membre
- Haruna – tobe (2016-prezent)
- Midori – chitară, cor (2016-prezent)
- Miyako – chitară, clape, cor (2017-prezent), ca muziciană de sprijin (2016-2017)
- Asami – voce (2016-prezent)
- Fami – chitară bas (2022-prezent)

Foste membre
- Miho – chitară bas, cor, lider (2016–2021)

Cronologie

## Discografie
- Lovebites EP (2017)
- Awakening from Abyss (2017)
- Battle Against Damnation (EP) (2018)
- Clockwork Immortality (2018)
- Electric Pentagram (2020)
- Glory, Glory to the World (EP) (2021)
- Judgement Day (2023)